# Tora Vega Holmström
Anna Tora Vega Elisabeth Holmström (* 2. März 1880 in Tottarp, Schonen; † 28. Januar 1967 in Lund) war eine schwedische Malerin.

## Leben
Tora Vega Holmström wurde 1880 geboren als Tochter des Dr. phil., Geologen und Rektors einer Volkshochschule (folkhögskola) Leonard Pontus Holmström und seiner Ehefrau Hedvig Nordström in Tottarp, einem Småort in der Gemeinde Staffanstorp in der südschwedischen Provinz Schonen (Skåne). Sie wuchs mit fünf Geschwistern auf an der Hvilan Volkshochschule, der von ihren Eltern geführten ältesten schwedischen Schule dieses Types, in Åkarp in der Gemeinde Burlöv gelegen.
Nach der Schulzeit folgte ab 1896 ein Zeichenstudium in der Gipsklasse der Akademie in Kopenhagen, dem sich von 1897 bis 1898 ein Anatomiestudium am Anatomischen Institut in Lund anschloss. Zeitweise war sie dann in den Jahren 1900 bis 1902 bei Carl Wilhelmson an der Valand-Kunstschule in Göteborg. 1903 ging sie für ein Jahr nach Deutschland, wo sie bei Adolf Hölzel an dessen „Dachauer Malschule“ Unterricht nahm.
Eine wichtige Person in Tora Vega Holmströms Freundeskreis war Hanna Larsdotter, die spätere Ehefrau des Malers Ernst Norlind. Larsdotter hatte als eine der ersten Frauen ein Agrarstudium in Hvilan absolviert. Als Besitzerin von Schloss Borgeby hatte sie oftmals Künstler und Schriftsteller zu Gast. Einer von ihnen war Rainer Maria Rilke, mit dem Holmström später langjährig in Briefwechsel stand.
Tora Vega Holmström erkannte frühzeitig, dass es schwer sein würde, eine zukünftige Familie mit dem Beruf des Künstlers zu kombinieren. Sie traf die bewusste Entscheidung, ihren eigenen Weg zu gehen und nie zu heiraten oder Kinder zu haben. Ihre erste ausgedehnte Auslandsreise war nach Paris im Jahre 1907. Gemeinsam mit Freundinnen besuchte sie die Privatsammlung von Henri Matisse, traf Rilke, der zu der Zeit bei Auguste Rodin als Sekretär tätig war und betrieb Studien an der Académie Colarossi. Weitere Studienreisen führten sie erneut nach Frankreich; hier u. a. nach Marseille, nach Italien, Algerien und Finnland. Auch Adolf Hölzel besuchte sie in Dachau und später in Stuttgart mehrmals zwischen 1922 und 1933.
Im Jahre 1914 wurde Tora Vega Holmström aufgefordert, einige Arbeiten auf der „Baltischen-Ausstellung“ in Malmö zu zeigen. Ihr lebendiger Stil und teils gewagte Farben riefen heftige Reaktionen hervor und galten als „unweiblich“. Eine Kritik, die sie lange Jahre verfolgte. Ihre Gemälde zeigten Themen wie Mutter und Kind, die Bäuerin aus Südschweden oder allgemein Menschen und weisen auf eine große soziale und politisch-aktuelle Anteilnahme. Neben profanen menschlichen Darstellungen fertigte sie aber auch religiöse Kompositionen, Stillleben und Landschaften, letztere vor allem aus Schweden.
Tora Vega Holmstrom führte über Jahrzehnte ein spärliches Nomadenleben. Häufig musste sie sich bei Freunden und Familie Unterkunft oder Atelier erbitten. Bis sie 60 Jahre alt war, hatte sie keine feste Adresse. Die letzten Jahre ihres Lebens verbrachte sie in Lund, wo sie mit fast 87 Jahren 1967 verstarb.

## Werke (Auswahl)
- Selbstporträt, 1913
- Strangers, 1913/14
- Figurkomposition, 1916,[1]
- Jultulpaner[1]
- Systrar, 1916.[2]
- Mademoiselle Leah, 1920[3]
- Maria Blanchard, Porträt, 1921
- The Equestrian, 1921
- Fruktskål mot blå fond, 1924[1]
- Balloons over the Desert Gobi, 1930
- Spanish Madonna, 1931
- Cilia, the weaver, 1937[4]